# Kleine Malche

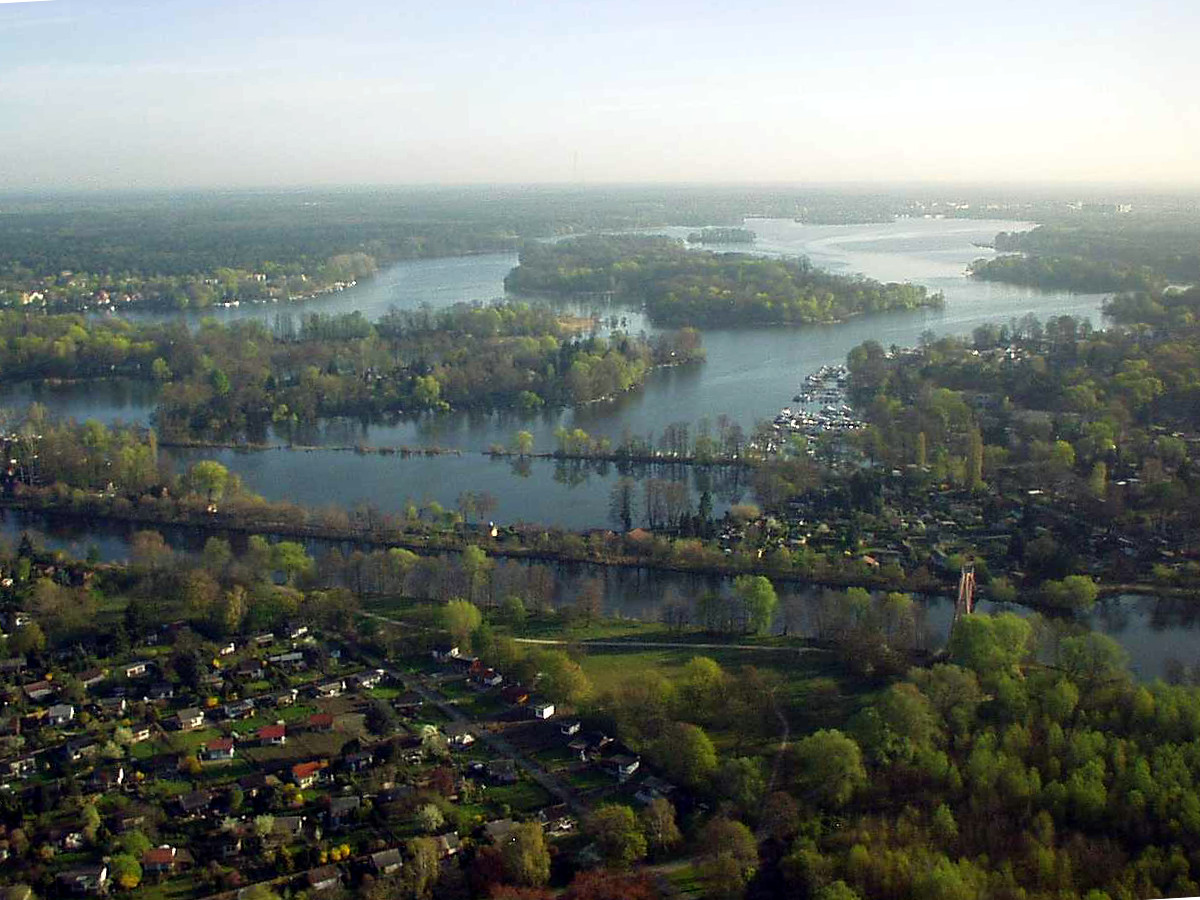
Blick von Süden über den Tegeler See, wobei die Kleine Malche etwa in der Bildmitte liegt

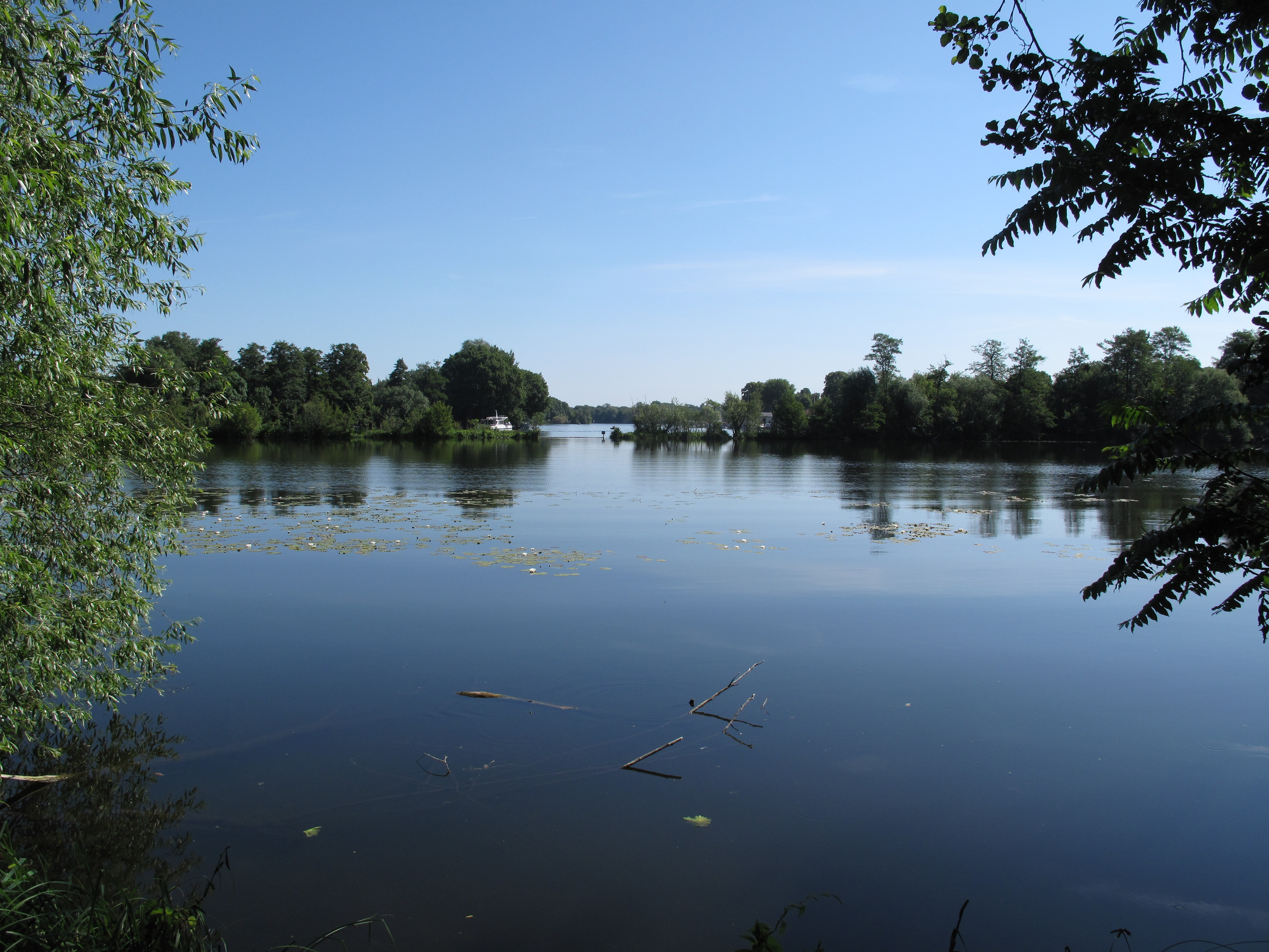
Blick über die Kleine Malche auf die schmale Öffnung zum Tegeler See, dahinter die Insel Maienwerder

Die Kleine Malche ist die südlichste Bucht des Tegeler Sees. Sie liegt im Berliner Ortsteil Tegel des Bezirks Reinickendorf.

## Lage und Daten
Ihr südwestliches Ufer bildet eine schmale Halbinsel und Landenge, die sich südwestlich von Saatwinkel zwischen dem Berlin-Spandauer Schifffahrtskanal (früher: Hohenzollernkanal) und dem Tegeler See bis zur Havel erstreckt. Vom Tegeler See ist die für den Schiffsverkehr gesperrte Kleine Malche durch einen öffentlich nicht zugänglichen, künstlichen Damm getrennt, der in der Mitte einen rund 20 Meter breiten Durchgang zum See lässt. Gegenüber der Bucht liegt die Insel Maienwerder, nur 40 Meter vom Damm entfernt. Den Westen der Halbinsel, auf die der Halligweg zuläuft, nimmt die Siedlergenossenschaft „Auf der Hallig“ eG ein, weshalb die gesamte Halbinsel gelegentlich als Kleine Hallig bezeichnet wird. Die Länge der Bucht beträgt (von Südost nach Nordwest) 390 Meter, die maximale Breite (von Südwest nach Nordost) 140 Meter, bei einer Fläche von 4,18 Hektar beziehungsweise 41.842 m². Der Damm zum Tegeler See hat den Durchlass eingeschlossen eine Länge von 380 Metern. Am Ostende der Hallig überbrückt der Saatwinkler Steg als Teil des Radfernwegs Berlin–Kopenhagen den Hohenzollernkanal.

## Ehemalige Mündung des Hohenzollernkanals

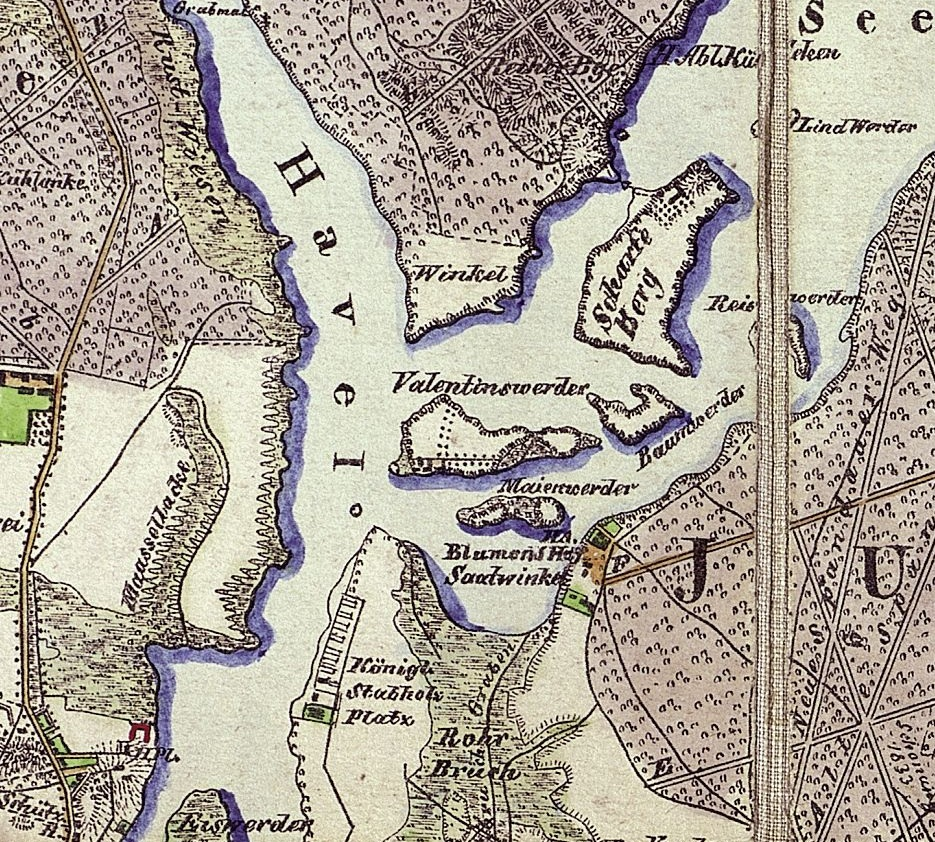
Karte von 1842. Die Kleine Malche, die südlichste Bucht im See, vor dem Bau des Hohenzollernkanals und des Damms zum See.

Der Damm zum Tegeler See ist auf der Karte von 1842 nicht eingezeichnet und bestand 1899 auch noch nicht. Zu dieser Zeit mündete der 1859 eröffnete Hohenzollernkanal am Ostufer in die Kleine Malche (in Verlängerung des Alten Berlin-Spandauer Schifffahrtskanals, der Gartenfeld, Ortslage von Siemensstadt, im Halbkreis umschließt). Mit dem Ausbau des Kanals in den Jahren 1906–1914 zum Großschiffahrtweg Berlin–Stettin für größere Schiffsabmessungen wurde der Kanal westlich der Hallig direkt zur Havel gezogen und trennte diese somit von den südlich gelegenen Rohrbruchwiesen ab. Seine Malche-Mündung blieb aber bis wenigstens 1926 zusätzlich bestehen. Die Hallig wurde so für einige Zeit zur Insel. Spätestens 1938 wurde die Mündung des Kanals in die Kleine Malche trockengelegt. Der Zeitpunkt als der Damm zum See aufgeschüttet wurde liegt zwischen 1938 und 1960. Die Karten von 1926 und 1938 zeigen ihn nicht, jedoch bestand er spätestens 1960. Dagegen ist er bereits in der Königlich-Preußischen Landes-Aufnahme, angeblich von 1901 (herausgegeben 1903, Auflagendruck 1914) eingetragen; das tatsächliche Aufnahme-Jahr der Karte ist allerdings unsicher.

## Etymologie
Der in Nordostdeutschland häufige Flurname Malche oder Malchow geht auf das Slawische Wort für Siedlung oder „Ort, wo Leute eines Mannes namens Malech wohnen.“ Den Zusatz „Kleine“ erhielt das Gewässer zur Unterscheidung von der Großen Malche, der nördlichsten Bucht des Tegeler Sees.

## Naturschutz
Die Kleine Malche als südlichste Bucht im Tegeler See ist geschützter Fischlaichplatz. Die Bucht ist Teil des 1960 gebildeten Landschaftsschutzgebietes LSG-2C Inseln im Tegeler See. Ihre Nutzung unterliegt dadurch erheblichen Einschränkungen und bedarf zum Teil, wie bei Uferausbauten und bei der Anlage von Bootsstegen, Sondergenehmigungen der Naturschutzbehörde.